# Estação CEU
A Estação CEU (Condomínio Espiritual Uirapuru) será uma das futuras estações do Metrô de Fortaleza, localizada na Avenida Alberto Craveiro, bairro Boa Vista, em Fortaleza, capital do Estado do Ceará, na Região Nordeste do Brasil.
Quando concluída, integrará o Ramal Aeroporto–Castelão da Linha Nordeste, atualmente em construção, e será administrada pela Companhia Cearense de Transportes Metropolitanos.
A estação foi projetada para atender a demanda do Condomínio Espiritual Uirapuru (CEU), local onde é realizado anualmente o Festival Halleluya.

## História
Em novembro de 2020, foi lançado o edital de licitação, pela Secretaria da Infraestrutura do Ceará, para a construção de um ramal da Linha Nordeste do Metrô de Fortaleza visando atender o Aeroporto Internacional de Fortaleza. A obra foi estimada em R$ 46,94 milhões e também contemplava serviços complementares para total operação da linha Nordeste. O novo ramal, nomeado de ramal Aeroporto, foi planejado originalmente para ter 2,5 quilômetros de extensão e duas estações (Expedicionários e Aeroporto). A empresa CG Construções foi a vencedora da licitação para a implantação do ramal. O processo, do tipo menor preço, foi concluído por R$ 38,85 milhões, custando 17,2% a menos que o previsto inicialmente. A ordem de serviço para o início das obras foi assinado em 11 de novembro de 2021.
A estação Expedicionários, a décima primeira da linha Nordeste e a primeira estação a compor o novo ramal, foi entregue em 29 de dezembro de 2022 em solenidade que contou com a presença da então Governadora do Ceará, Izolda Cela.
Em 6 de fevereiro de 2025, o Governador do Estado do Ceará, Elmano de Freitas, anunciou, em coletiva de imprensa, a expansão do ramal Aeroporto para a região da Arena Castelão. A extensão do ramal, que agora passaria a se chamar ramal Aeroporto–Castelão, incluiu mais 5,1 quilômetros de extensão ao projeto original e duas novas estações (CEU e Castelão).